# Енглески парк (Јереван)
Енглески парк (јерм. Անգլիական այգի, Angliakan aygi) јавни је парк у Јеревану, Јерменија, смештен у Италијанској улици. Парк заузима простор од око 5,5 хектара у централном делу области Кентрон, јужно од Трга републике.

## Историја
Енглески парк је један од најстаријих паркова у граду Јеревану и датира из 1860. године. Био је често реновиран до почетка Првог светског рата, са највећим реновирањем 1910. године. Током 1920. године, у Енглеском парку је одржана прва фудбалска утакмица у савременој историји Јерменије, када су се сусрели тимови Јеревана и Александропола. Током совјетског доба, парк је био назван по 26 комесара из Бакуа, али су јерменске власти након стицања независности вратиле парку његово првобитно име.
Државно академско позориште Сандукјан, француска амбасада у Јерменији, италијанска амбасада у Јерменији и хотел Best Western Congress хотел су само неке од грађевина које се налазе на ободу овог парка.
Године 1976. у парку је подигнут споменик Пепу, фиктивном карактеру кога је створио јерменски писац Габријел Сандукијан. Поред овог споменка, централне фонтане представљају још једно популарно место у парку и атрактивна су локација за свадбене фотографије.

## Галерија
- Поглед из парка
- Централна фонтана
- Споменик у парку
- Државно академско позориште Сандукјан
- Споменик Пепу, фиктивном карактеру Габријела Сандукијана